# Malöga

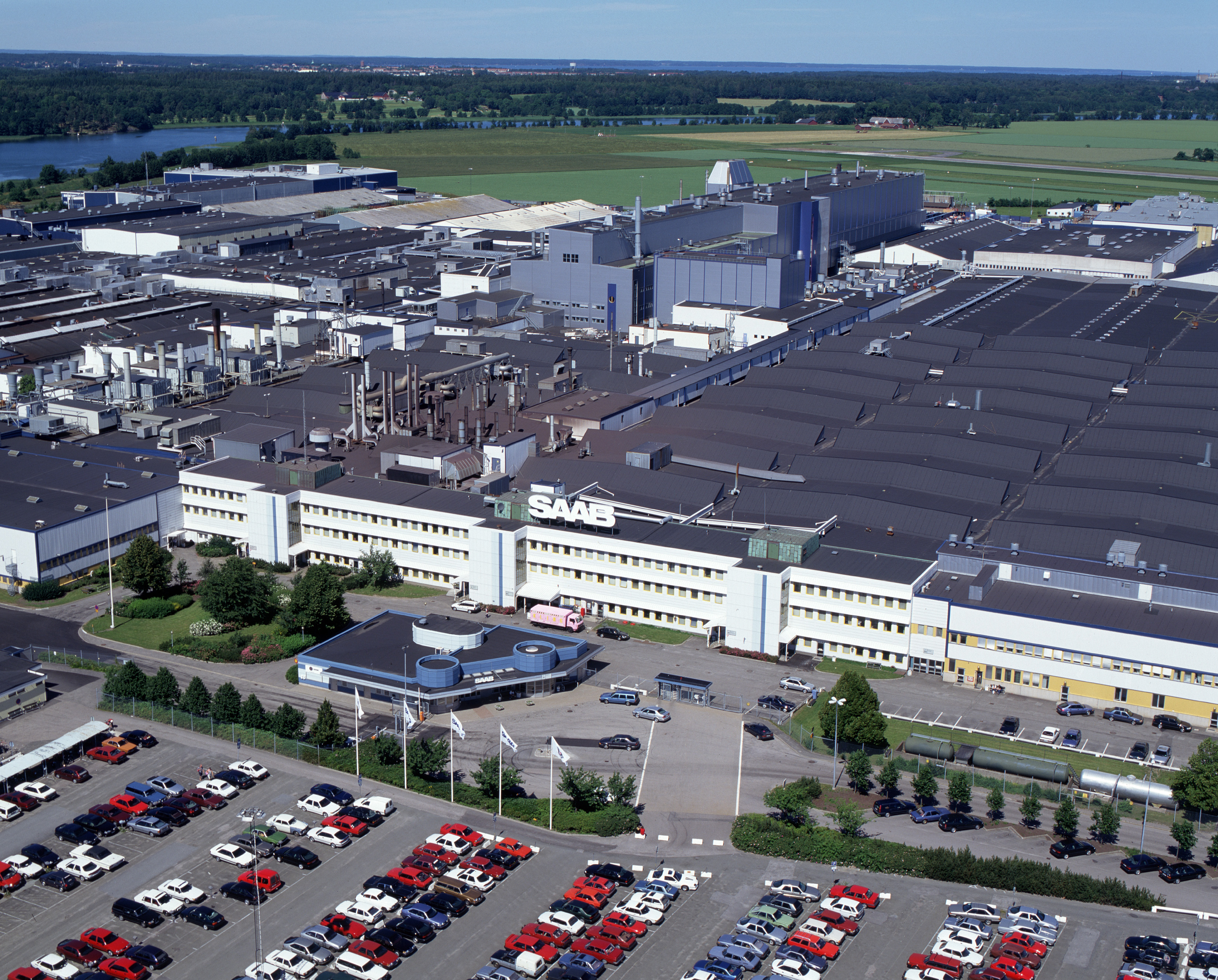
Saabs tidigare bilfabrik, 2009

Malöga industriområde ligger i Stallbacka i Trollhättan, fem kilometer norr om centrala staden. Namnet används inte i dagligt tal, istället inkluderas området i Stallbacka industriområde. 
Området upptogs tidigare nästan helt av Trollhättans tidigare två största industrier: Saab:s personbilsfabrik och Volvo Aero:s (tidigare. Volvo Flygmotor) jetmotorfabrik.
Strax norr om Malöga ligger Trollhättan-Vänersborgs flygplats, som i dagligt tal kallas Malöga flygplats.

## Malöga by
Malöga var fram till 1900-talets början en relativt stor jordbruksby. Under medeltiden utgjorde den en egen kyrksocken, men införlivades senare med Västra Tunhem. År 1920 överfördes den till Trollhättan.
Manbyggnad från Kassaregården i Malöga by stå sedan 1930-talet på Forngården.